# Torre Albertí
La Torre Albertí és una masia  de Llagostera (Gironès), inclosa a l'Inventari del Patrimoni Arquitectònic de Catalunya.

## Història
La família Albertí està documentada a Llagostera des del segle xv, essent masovers a Riudaura. El 1541, Pere Albertí fou nomenat cavaller per Martí Grau de Cruïlles, vuitè baró de Llagostera. El 1548, va adquirir els terrenys que envolten la masia i va  obtenir el permís del baró per a construir-hi la torre de defensa. Finalment, el 1588 va ser inaugurada la capella en honor el seu fill, mort el 1581. La masia va ser residència del Procurador General de la Batllia de Llagostera entre els segles xvi i xvii.
El 1718, Caterina d'Albertí i Pallarés es va casar amb Ramon de Manresa i de Sala. L'hereu fou Joan de Manresa i d'Albertí, que es va casar dues vegades: la primera el 1741 amb Antònia Andreu i Fontdevila, i la segona el 1856 amb Gertrudis d'Asprer i Ramis. El 1797, l'hereu Ramon de Manresa i d'Asprer es va casar amb Maria Josepa de Sallés i Sanou, filla d'Ignasi Ramon de Sallés i Sanou, de Vic, i de Lliberata d'Alòs i Barrera. El 1800, va signar una concòrdia amb Antònia de Ros, vídua d'Antoni d'Albert i de Mercader (†1795), senyor de la torre d'Albertí, pel qual si aquesta arribés a heretar els béns del seu marit, renunciaria als drets a favor de Ramon de Manresa a canvi de 8.000 lliures i l'usdefruit. La seva filla Maria de Montcorb de Manresa i de Sallés es va casar amb Baltasar de Ferrer i de Parrella, i a la mort del seu oncle Ignasi Miquel de Sallés i d'Alòs (1780-1834) heretaria el títol de marquesa de Puerto Nuevo.
Després de la Guerra Civil, la casa va ser feta restaurar per Mercè de Casanova i de Ferrer, segona vescomtessa d'Hostoles (títol rehabilitat el 1928), que va encarregar-ne les obres a l'empresa de Llagostera Construccions Soler. Casada amb Manuel Galindo y Galindo, els seus descendents són els actuals propietaris.

## Descripció
És un conjunt de diverses edificacions i coberts entorn l'edifici principal, entre els quals hi ha la masoveria i una capella. La masia és de planta rectangular, d'uns 17 per 15 m, amb el carener centrat i la coberta a dues aigües perpendicular a les façanes. Destaca per la singularitat de disposar de les dues façanes pràcticament simètriques, tant respecte a l'existència de portes com de finestres, una encarant al sud i l'altra al nord. La façana sud sembla la principal, almenys en època més recent, a jutjar per la decoració esgrafiada amb motius geomètrics de diamants i rectangles i l'existència de l'escut d'armes dels Albertí a la llinda de la finestra central, sobre la porta, absent en la façana nord. L'edifici s'organitza en planta baixa i pis, destacant en ambdues façanes tres finestres renaixentistes al primer pis i les portes adovellades. A la façana sud en el coronament de l'angle sud-est, hi ha una garita defensiva, d'obra de maons sobre un a base nervada de pedra encaixada al parament. Disposa de tres espitlleres per arma de foc i de tres petites finestres.
Entre les edificacions del mas, hi ha una torre de defensa situada a l'angle nord-oest de la masia, parcialment integrada en el volum. Es tracta d'una torre de planta lleugerament rectangular, aproximadament de 4,30 per 3,70 m, composta per planta baixa i tres pisos. A la façana de llevant hi ha una tronera espitllerada a la planta baixa i una finestra espitllerada al primer pis. Al costat de tramuntana hi ha petit un cos afegit, adossat a la torre, de planta baixa i pis, que també compta amb una espitllera de pal. A la resta de finestres existents en tots els pisos, totes de carreus, i en totes les façanes, actualment no s'hi observa cap més element defensiu. El parament de torre és arrebossat de morter, sense ser visible el tipus d'obra, a excepció de les cadenes cantoneres de carreus, remarcades. En el coronament, la torre presenta merlets esglaonats, possiblement decoratius. A la llinda d'una de les finestres hi ha la inscripció llatina: Quod comodavit fortuna tollet / Quod muravit natura repetet / Quod paraverit virtus retinebis (El que la fortuna t'ha donat, s'ho emportarà / El que la naturalesa t'ha prestat, t'ho revertirà / El que la virtut ha preparat, ho conservaràs).
A la façana nord de la masia, la finestra central, renaixentista, disposa d'una tronera espitllerada sota l'ampit. Aquest fet i l'existència de la torre permet plantejar que, almenys en el segle xvi, fos la principal.